# Alexander Fritz
Alexander Fritz (nacido el 15 de enero de 1857 en Kirchlotheim, Hesse, fallecido el 22 de abril de 1932 en Alsfeld, Hesse) fue un ajedrecista alemán.
Hijo de un párroco, estudió Derecho en Giessen, y posteriormente trabajó como abogado en Gernsheim y Darmstadt y, finalmente, como concejal privado en Alsfeld.

## Trayectoria como ajedrecista
Por razones profesionales, Fritz participó en pocos torneos de ajedrez. Su primer gran torneo fue en 1877 en Leipzig, donde participó en el Torneo principal. En 1878 fue 5º-6º, junto con Wilfried Paulsen, en Frankfurt, en el Torneo de Maestros. El vencedor fue Ludwig Paulsen.,
Otros torneos que disputó fueron en 1880 en Wiesbaden, siendo 13º, en el mismo año en Brunswick, acabando 9º, en el Campeonato Nacional de Alemania en 1883 en Núremberg, 3º Congreso de la DSB, con triunfo de Szymon Winawer, en Frankfurt en 1887, 5º Congreso de la DSB, victoria de George Henry Mackenzie, en Breslau en 1889, 6º Congreso de la DSB, triunfo para Siegbert Tarrasch, en 1898 en Colonia, 11º Congreso de la DSB, triunfo de Amos Burn, y en 1908 en Düsseldorf, 16º Congreso de la DSB, victoria de Frank Marshall. En enfrentamientos, ganó en 1883 a Emil Schallopp y en 1908 a Jacques Mieses.
Fue el creador de la Variante Fritz en la Defensa de los dos caballos: 1.e2-e4 e7-e5-f3 2.Sg1 NB8-c4-c6 3.Lf1 NG8-f6 4.Cf3 g5-d7-d5 5.e4xd5, aportando la opción ... Cc6-d4.
Participó en diferentes torneos de partidas simultáneas a la ciega, en su mayoría contra diez opositores.
Junto con su amigo Fritz Riemann, patrocinó el ajedrez en Alemania a través del ayuntamiento de Érfurt. En 1927 Walter Robinow lo designó miembro honorario de la Federación Alemana de Ajedrez.